# Crêt de la Neige
Le crêt de la Neige est un sommet du massif du Jura, dont il est le point culminant à 1 720 mètres d'altitude, situé dans l'Ain, en France. C'est un sommet de la chaîne des monts Jura. Il se trouve dans l'arrondissement du pays de Gex, dans le parc naturel régional du Haut-Jura et au cœur de la réserve naturelle nationale de la Haute Chaîne du Jura.

## Toponymie
La montagne est entaillée par quelques cavités profondes qui conservaient de la neige tout au long de l'année avant le réchauffement climatique, si bien que les gens du pays l'avaient baptisée « crêt des Creux à la Neige », nom raccourci ensuite en « crêt de la Neige ».

## Géographie

### Situation

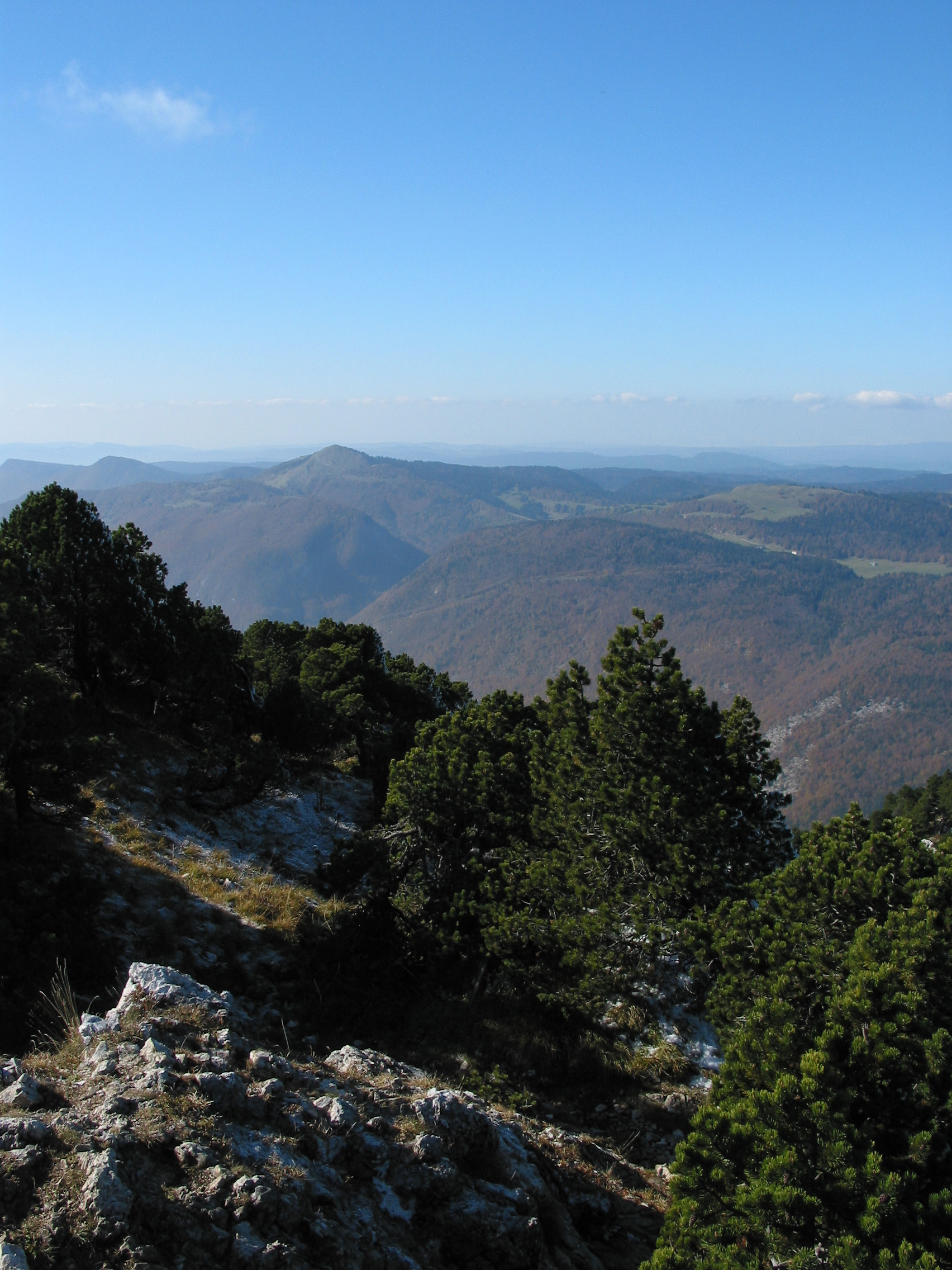
Panorama depuis le sommet du crêt de la Neige.

Le crêt de la Neige se situe sur la limite entre les communes de Lélex (versant nord-ouest) et Thoiry (versant sud-est), dans l'Ain. Il surplombe Genève et le pays de Gex et offre une vue à 360° sur le lac Léman, la Valserine, la Dôle et la chaîne des Alpes. Par temps clair, il est possible de voir jusqu'aux Vosges et à la Forêt-Noire.

### Topographie
Le crêt de la Neige se présente sous la forme d'une ligne de crête sans sommité nettement marquée. Ce long escarpement rocheux, dont il est difficile de distinguer le point culminant, s'étend sur une longueur d'environ 650 m entre les légères dépressions qui le séparent au sud-ouest du Reculet et au nord-est du Grand Crêt, également situés dans le chaînon des monts Jura. Le versant nord-ouest plonge dans la vallée de la Valserine, tandis que le versant sud-est appartient au bassin lémanique.

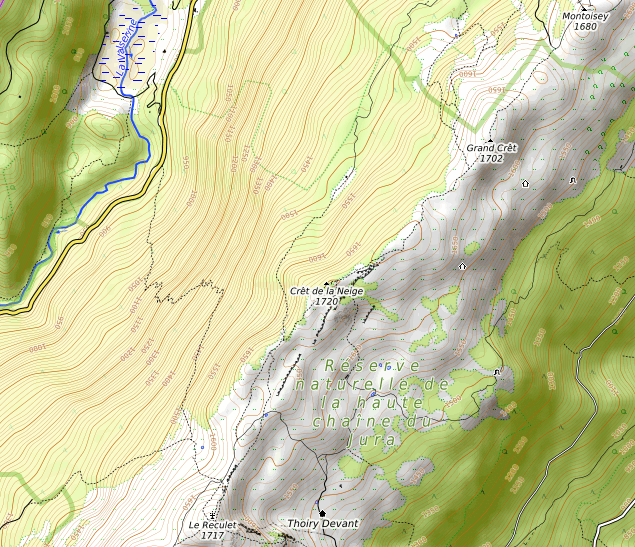
Carte topographique générale du crêt de la Neige.
Carte topographique détaillée du sommet du crêt de la Neige et de ses alentours.

### Géologie
Le crêt de la Neige fait partie de l'anticlinal des monts Jura, dans la partie interne du massif du Jura appelée « Haute Chaîne ». La partie sommitale se compose de calcaire marneux du Kimméridgien et du calcaire dolomitique du Tithonien est présent dans un creux juste au sud ; le versant occidental du crêt, jusqu'au fond de la vallée, est constitué d'éboulis stabilisés d'origine morainique de la glaciation de Würm, tandis que le versant oriental présente une formation marno-calcaire du Valanginien surmontant des dépôts morainiques.

### Flore
La flore du Jura est composée d'une importante biodiversité marquée par des strates de végétation dues aux variations d'altitude.
Au sommet, on peut observer le Trolle d'Europe, de nombreuses scabieuses, des espèces de Centaurea, de Sedum et de Sempervivum, différentes gentianes, de nombreux œillets, de multiples saxifrages, Adoxa moschatellina, Calluna vulgaris, Myosotis alpestris, le thym, l'alchémille, la vesce, la Vulnéraire des montagnes, la sauge, etc.
Un peu plus bas, dans les prairies et en lisière de forêt, on observe le Lis martagon, le Pigamon à feuilles d'ancolie (Thalictrum aquilegiifolium), le cyclamen, l'Anémone pulsatille (entre autres), la Grande astrance, la Nivéole de printemps, la Barbe-de-bouc (Aruncus dioicus), l'ancolie, l'Alysson des montagnes, la Linaire commune, la fritillaire, l'aconit, l'anthericum, l'Épilobe en épi, la Boule azurée, de nombreux chardons, cirses ou encore digitales.
De nombreuses orchidées terrestres sont également présentes sur tous les versants et en toutes saisons. On peut apercevoir l'Ophrys mouche (O. insectifera), l'Ophrys abeille (O. apifera), Dactylorhiza sp., l'Orchis pyramidal, l'Orchis bouc, l'Épipactis à larges feuilles (Epipactis helleborine), l'Orchis bouffon, l'Orchis singe, l'Orchis guerrier, l'Orchis mâle, l'Orchis brûlé, l'Orchis globuleux, la céphalanthère, la Néottie nid d'oiseau, le Sabot de Vénus et bien d'autres.
Certaines plantes rares peuplent également les alentours. La Dent de chien (Erythronium dens-canis), le Glaïeul des marais, la Drosera à feuilles rondes, l'Orchis vanille (Nigritella nigra), l'Épipogon sans feuilles, la grassette ou encore la Swertie vivace.
Le crêt de la Neige fait partie du parc naturel régional du Haut-Jura.

## Histoire

### Mesures de l'altitude

#### Mesures auXIXesiècle
Le point culminant du crêt de la Neige a été reconnu pour la première fois par l'ingénieur-géographe français Charles-Marie Filhon en 1828. Il s'agit d'un rocher dont la position exacte a été scrupuleusement mesurée et décrite dans ses carnets qui ont été publiés en 1833 de sorte qu'il est possible pour un scientifique de la recalculer. Pour donner une idée succincte de cette position, Filhon écrit que le rocher se situe à environ 450 m de l'extrémité sud-ouest du crêt (nommée le Molard des Paulmes) et 200 m de son extrémité nord-est (nommée plateau des Prés Marmy). La position exacte de ce rocher est reportée en 1845 sur le plan cadastral de la commune de Thoiry (section A) avec l'appellation « crêt des Creux à la Neige » et en 1846 sur celui de la commune de Lélex (section E) avec l'appellation « Creux à la Neige ». On constate sur ces plans que le rocher culminant se situe sur le territoire de la commune de Thoiry, à proximité de la limite avec la commune de Lélex, et à environ 240 m de la limite avec la commune de Sergy.
Pour ce qui est de l'altitude du point culminant, Filhon donne une valeur de 1 723,53 m calculée en moyennant trois déterminations différant entre elles de quelques dizaines de centimètres. C'est une valeur arrondie à 1 723 m qui est retenue pour figurer comme altitude du crêt de la Neige sur la carte d'état-major au 1/80 000e publiée en 1844 ; sur cette carte, le point culminant dénommé « crêt de la Neige », est situé à environ 2 000 m au nord-est du Reculet, lequel se voit attribuer une altitude de 1 720 m. Les mêmes altitudes sont reportées sur la carte Dufour de la Suisse publiée en 1845. Ces altitudes de 1 723 m et 1 720 m correspondent aujourd'hui à des altitudes de 1 720 m et 1 717 m du fait d'un changement de système altimétrique. La cote de 1 723 m du crêt de la Neige est reprise sur les cartes géographiques, encyclopédies et cartes postales durant une centaine d'années,.

#### Mesures auXXesiècle
En 1907, le géodésien André-Louis Cholesky, chargé des opérations de triangulation, renonce au sommet le plus haut pour ses mesures à cause de la vue limitée qu'il offre, et pose une borne géodésique sur une bosse secondaire située plus au sud qui lui « paraît plus basse de 2 mètres environ »,. Une autre borne géodésique avait été posée en 1893 à l'autre extrémité de la ligne de crête. Lors de l'établissement de la carte topographique au 1/50 000e de 1950, ces deux bornes sont les seuls points figurés sur la carte pour indiquer l'altitude du crêt de la Neige, avec une cote de respectivement 1 718 m et 1 711 m ; l'altitude indiquée pour le Reculet est alors de 1 717 m.
Après 1981, on ne voit plus figurer dans un premier temps sur la nouvelle carte topographique de base au 1/25 000e que la borne géodésique de 1907 avec une altitude de 1 718 m identique à celle indiquée pour le Reculet, ce qui a introduit une certaine ambiguïté pouvant laisser penser que le point le plus élevé du crêt de la Neige se situe en son extrémité sud-ouest avec une altitude de 1 718 m équivalente à celle du Reculet.

#### Mesures auXXIesiècle
L'apparition des GPS de topographie permet à un premier amateur en 2000, puis un second en 2003, de mesurer avec précision le sommet avec une altitude de 1 720 m. Cette nouvelle détermination, qui confère à ce sommet seul (le Reculet gardant, lui, sa cote de 1 718 m), le statut de point culminant du Jura, a été validée en 2003 par l'IGN ; cependant il manque une documentation officielle et publique, et il subsiste des différences dans la localisation entre la carte de l'IGN au 1/100 000e et les cartes suisses,. En 2024, des géophysiciens de l'Institut des Sciences de la Terre de l'Université de Lausanne conduits par György Hetényi localisent et mesurent précisément le point culminant (qu'ils baptisent « J1 »), un rocher avec une altitude de 1 720,83 ± 0,05 m. Cette même étude mesure la borne géodésique de l'extrémité sud-ouest à 1 718,06 m et le Reculet à 1 717,14 m d'altitude.
La presse fait alors état de la découverte d'un nouveau sommet du Jura. Des voix s'élèvent pour clarifier la situation de ce sommet et vérifier qu'il s'agit du rocher déjà signalé en 2000 et 2003 et figurant depuis cette date sur les cartes de l'IGN,. Le professeur Grégoire Nicollier exhume les carnets de Filhon et suggère que le J1 pourrait correspondre au rocher relevé en 1828. Après comparaison, Hetényi confirme qu'il s'agit du même sommet.